# Mark Peploe
Mark Peploe (Nairobi, 3 marzo 1943 – Firenze, 18 giugno 2025) è stato uno sceneggiatore e regista britannico.

## Biografia
Lavorò molto con Bernardo Bertolucci (di cui era cognato, avendo Bertolucci sposato la sorella Clare, sceneggiatrice e regista a sua volta), vincendo anche l'Oscar per la sceneggiatura de L'ultimo imperatore.

## Filmografia

### Sceneggiatore
- Il pifferaio di Hamelin (The Pied Piper), regia di Jacques Demy (1972)
- Professione: reporter, regia di Michelangelo Antonioni (1975)
- Baby Sitter - Un maledetto pasticcio (Jeune fille libre le soir), regia di René Clément (1975)
- Alta stagione (High Season), regia di Clare Peploe (1987)
- L'ultimo imperatore (The Last Emperor), regia di Bernardo Bertolucci (1987)
- Il tè nel deserto (The Sheltering Sky), regia di Bernardo Bertolucci (1990)
- Piccolo Buddha (Little Buddha), regia di Bernardo Bertolucci (1993)

### Regista e sceneggiatore
- Samson and Delilah (1985) - cortometraggio
- Occhi nel buio (Afraid of the Dark) (1991)
- La bella straniera (Victory) (1996)